# Château de Beynac
 Château de Beynac je srednjeveški grad na hribu v južni francoski občini Beynac-et-Cazenac v regiji Nova Akvitanija. Danes je eden najbolje ohranjenih gradov v Franciji. Zgrajen v 12. stoletju kot zgolj utrdba na apnenčasti planoti 150 metrov nad Dordogno in težko dostopen, je mestu služil kot strateško optimalno opazovalno in obrambno mesto.

## Zgodovina
Potem ko ga je zgradil Maynard de Beynac, je leta 1194 Rihard I. Levjesrčni v vlogi akvitanskega vojvode za kratek čas prevzel grad in ga zaupal kraljevemu guvernerju Marchadierju. Po Richardovi smrti leta 1199 so bile utrdbe vrnjene lokalnemu plemstvu.
V albižanski križarski vojni, usmerjeni proti katarom, ga je leta 1214 zavzel in porušil Simon IV. de Montfort. Grajski kompleks je postal angleški s pariško pogodbo leta 1259, ki je uredila lastniške zahtevke angleške krone v Franciji.
Z zasedbo zadnje angleške celinske posesti, vojvodine Guyenne, s strani kralja Filipa VI. Leta 1337 in na začetku stoletne vojne je trdnjava Beynac ponovno postala francoski fevd. V letih, ki so sledila, je bil grad Beynac, skupaj z okoliškimi gradovi Marqueyssac, Fayrac in še posebej Castelnaud, prizorišče nenehnih spopadov kot izraz anglo-francoskega rivalstva v Périgordu. 23 let pozneje je angleški kralj Edvard III. se je v miru v Brétignyju leta 1360 odpovedal francoskemu prestolu, vendar je med drugim zahteval grad Guyenne in Beynac kot angleško celinsko posest, vendar ju je moral leta 1368 končno prepustiti Franciji.

## Arhitektura
Zaradi lege na strmem pobočju nad reko je grad le na severni strani zaščiten z dvojnim obzidjem. Tu je tudi dostop do kompleksa, ki je bil prvotno zgrajen v 13. stoletju, kasneje pa spremenjen in razširjen. Mogočna glavna stavba iz 13. stoletja in manjša stranska stavba iz 14. stoletja skupaj s stanovanjsko stavbo iz 15. stoletja tvorijo značilen kompleks stolpičev.
V notranjosti je na ogled srednjeveška Grande Salle des Etats z impresivnim koničastim obokom in renesančnim kaminom, okrašenim s kamnitimi reliefi. Kamin je skupaj s šilasto obokanimi okni, ki segajo navzdol, del prenove prostora, ki je bila izvedena v 17. stoletju. Na stenah sosednjega oratorija so bile odkrite gotske freske iz 14. stoletja z naivno poslikanimi svetopisemskimi prizori: prizor Zadnje večerje s svetim Martialom iz Limogesa, ki je služil kot Točaj, prizor Križanja in upodobitve več članov družine von Beynac.
Veličastno stopnišče iz 17. stoletja vodi v sobo, opremljeno s pohištvom iz obdobja Ludvika XIII.. Ozko stopnišče vodi do obzidja oziroma obrambnega hodnika in južnega bastijona. Od tam obiskovalec uživa v osupljivem razgledu na dolino Dordogne. Na robu skale stoji romanska grajska kapela.
Grad je bil nenaseljen od leta 1798 do leta 1961, ko ga je prevzel sedanji lastnik. Z dolgoročnim programom obnove, ki je bil del že zaključen, je cilj obnoviti stavbo v prvotno stanje. Leta 1999 je grad služil kot kulisa za filmsko priredbo zgodbe o Ivani Orleanski francoskega filmskega režiserja Luca Bessona.

## V popularni kulturi
Grad je bil prizorišče več filmov:
- Le Capitan, znan kot Captain Blood v angleščini (režija André Hunebelle, 1960)
- Gaston Phébus (TV mini serija, 1978)
- Elle voit des nains partout ! (režija Jean-Claude Sussfeld, 1982)
- Les Visiteurs (režija: Jean-Marie Poiré, 1993)
- La Fille de d'Artagnan, znano kot Maščevanje mušketirjev v angleščini (režija Bertrand Tavernier, 1994). Kuhinjsko mizo na spodnji sliki je uporabila Sophie Marceau kot Éloïse d'Artagnan proti svojim napadalcem.
- Les Couloirs du temps : Les Visiteurs 2, znan kot The Visitors II: The Corridors of Time v angleščini (režija Jean-Marie Poiré, posneto okoli marca 1997
- Ever After (režija Andy Tennant, 1998)
- Jeanne d'Arc, znana kot The Messenger: The Story of Joan of Arc v angleščini (režija Luc Besson, 1999)
- Čokolada (režija Lasse Hallström, 2000) deli filma so bili posneti v vasi Beynac
- Fanfan la Tulipe (režija Gérard Krawczyk, 2003)
- Zadnji dvoboj (režija Ridley Scott, 2021)